# François Moncheur

François Moncheur

François Désiré Victor Moncheur (Andenne, 6 oktober 1806 - Namêche, 13 juli 1890) was een Belgisch volksvertegenwoordiger en minister.

## Levensloop
Moncheur was de zoon van de eigenaar van smeltovens Pierre Moncheur en van Marie-Anne Bouverie. Hij trouwde met Louise Bauchau (1824-1883) en ze kregen vier kinderen.
Hij promoveerde tot doctor in de wijsbegeerte (1824) aan de Rijksuniversiteit Leuven en tot doctor in de rechten (1829) aan de universiteit van Utrecht. 
Na een paar jaar advocaat te zijn geweest, begon hij aan een carrière in de magistratuur:
- 1832-1836 substituut van de auditeur-generaal bij het Militair Hof en rechter bij de rechtbank van eerste aanleg in Brussel;
- 1836: substituut-procureur-generaal bij het Hof van Beroep in Brussel.

Van 1836 tot 1848 was hij provincieraadslid en bestendig afgevaardigde in de provincie Namen en vervolgens was hij van 1848 tot 1880 volksvertegenwoordiger verkozen in het arrondissement Namen voor de Katholieke Partij. 
In 7 december 1871 tot 22 oktober 1873 was hij minister van Openbare Werken in de regering de Theux-Malou.
Hij was aandeelhouder van de Société Générale vanaf 1835 en was beheerder van diverse staalbedrijven en koolmijnen.
In 1881 werd Moncheur opgenomen in de erfelijke Belgische adel, met de titel van baron voor hemzelf en al zijn nakomelingen.